# Скотт, Маккензи
Макке́нзи Скотт (урождённая Маккензи Скотт Таттл, затем Маккензи Безос, англ. MacKenzie Scott; Tuttle; Bezos, род. 7 апреля 1970, Сан-Франциско, Калифорния) — американская писательница, филантроп, бывшая жена основателя Amazon Джеффа Безоса.

## Биография
Маккензи Скотт родилась 7 апреля 1970 года в Сан-Франциско, Калифорния. Её отец был специалистом по финансовому планированию. В 1988 году Маккензи окончила частную школу Хотчкисс в Лейквилле. В 1992 году получила степень бакалавра Принстонском университете, где Маккензи была ассистентом у американской писательницы Тони Моррисон.
Маккензи познакомилась с будущим мужем Джеффом Безосом в 1993 году в инвестиционной компании D. E. Shaw. 3 месяца спустя пара обручилась, а через полгода поженилась. У пары три сына и одна приёмная дочь.
Уже в 1994 году пара уволилась и переехала в Сиэтл, чтобы основать компанию. Маккензи стала бухгалтером и первым сотрудником компании Amazon. Однако, уже после 2000 года, сосредоточившись на семье, Маккензи ушла из компании и никогда более не занимала значимых постов.
В 2014 году Маккензи основала Bystander Revolution, организацию по борьбе с травлей.
В 2019 году Маккензи официально развелась с мужем, который по результатам бракоразводного процесса оставил ей 25 % принадлежавших ему акций компании Amazon (4 % общих акций Amazon), что в денежном эквиваленте на тот момент составляло $35,6 млрд. Маккензи также официально сменила фамилию на Скотт (второе имя, данное при рождении в честь дедушки).
6 марта 2021 года на сайте «Клятвы дарения» стало известно, что Скотт вышла замуж за школьного учителя химии Дэна Джуэтта.
На 10 июля 2020 года её состояние составляло 62,3 миллиарда долларов и она стала самой богатой женщиной США. В начале сентября в связи с ростом акции Amazon её состояние достигло 68 млрд долларов и она стала самой богатой женщиной планеты.
Маккензи Скотт также занимает 13-ю строчку в рейтинге самых богатых людей мира по версии Bloomberg.
По версии глобального Forbes в 2021 году стала самой влиятельной женщиной мира.

### Творчество
Первая книга Маккензи «Испытание Лютера Олбрайта», которая создавалась на протяжении 10 лет, вышла в свет в 2005 году. В 2006 году она получила американскую литературную премию.
В 2013 году появилась вторая книга «Ловушки».